# Esturjão-do-lago-baikal
Esturjão-do-lago-baikal, Acipenser baerii baicalensis, é um esturjão nativo do Lago Baikal, na Sibéria, Rússia. Ele é uma das três subespécies do amplamente distribuído Acipenser baerii. O esturjão-do-lago-baikal habita especialmente a extremidade norte do Lago Baikal, movimentando-se consideravelmente ao longo da costa, e subindo o Rio Selenga na sua migração para reprodução. Em um passado não muito distante, esturjões de até 125 quilogramas não eram incomuns. O esturjão-do-lago-baikal está atualmente classificado como em perigo.